# Glenea latelinea
Glenea latelinea är en skalbaggsart som beskrevs av Stefan von Breuning 1956. Glenea latelinea ingår i släktet Glenea och familjen långhorningar. Inga underarter finns listade i Catalogue of Life.